# ادواردو ریدل
ادواردو ریدل (انگلیسی: Eduardo Riedel؛ زادهٔ ۵ ژوئیهٔ ۱۹۶۹) سیاست‌مدار اهل برزیل است.